# Tanguá (ort)
Tanguá är en ort i Brasilien.   Den ligger i kommunen Tanguá och delstaten Rio de Janeiro, i den sydöstra delen av landet, 900 km sydost om huvudstaden Brasília. Tanguá ligger 30 meter över havet och antalet invånare är 23 740.
Terrängen runt Tanguá är platt åt sydväst, men åt nordost är den kuperad. Runt Tanguá är det ganska tätbefolkat, med 139 invånare per kvadratkilometer.. Närmaste större samhälle är Itaboraí, 15,0 km väster om Tanguá.
Omgivningarna runt Tanguá är huvudsakligen savann.